# Guido Alberti
Pour les articles homonymes, voir Alberti.
Guido Alberti est un acteur et un industriel italien, né le 20 avril 1909 à Bénévent, en Campanie, et mort le 3 août 1996 à Rome.

## Biographie
Guido Alberti est le fils de Ugo Alberti, l'un des patrons de la société de confiserie Alberti et de la distillerie Liquore Strega, implantée à Bénévent. Il entre très jeune dans la société de son père et devint président du conseil d'administration en 1957.
Tout en menant cette activité, il est acteur dans de nombreux films italiens, surtout à partir des années 1960. 
Il a par ailleurs été l'un des principaux mécènes du prix Strega.

## Filmographie partielle

### Cinéma
- 1956 : Les Amoureux (Gli innamorati) de Mauro Bolognini : Signor Alberto
- 1963 : Huit et demi (Otto e mezzo) de Federico Fellini : Pace, le producteur
- 1963 : Le Bourreau (El verdugo) de Luis García Berlanga : le directeur de la prison
- 1963 : Main basse sur la ville (Le mani sulla città) de Francesco Rosi : Maglione
- 1964 : Le Grain de sable de Pierre Kast : Albert
- 1964 : Aimez-vous les femmes ? de Jean Léon : Mr. Khouroulis
- 1964 : Angélique, marquise des anges de Bernard Borderie : Le grand Mathieu
- 1964 : La Fugue (La fuga) de Paolo Spinola
- 1965 : Su e giù de Mino Guerrini
- 1965 : Des filles pour l'armée (Le soldatesse) de Valerio Zurlini
- 1965 : Casanova 70 de Mario Monicelli : Zio Monsignore, l'oncle de Gigliola
- 1965 : L'Amant paresseux (Il morbidone) de Massimo Franciosa
- 1965 : La Fabuleuse Aventure de Marco Polo de Denys de La Patellière et Noël Howard : le pape Grégoire X
- 1965 : L'Amant paresseux de Massimo Franciosa
- 1965 : Juliette des esprits (Giulietta degli spiriti) de Federico Fellini
- 1970 : Les Sorcières du bord du lac (Il delitto del diavolo) de Tonino Cervi
- 1971 : Journée noire pour un bélier (Giornata nera per l'ariete) de Luigi Bazzoni
- 1973 : Les Grands Fusils (Tony Arzenta), de Duccio Tessari
- 1973 : La Fureur d'un flic (La mano spietata della legge) de Mario Gariazzo
- 1973 : Deux hommes dans la ville de José Giovanni
- 1974 : Spasmo d'Umberto Lenzi : Malcolm
- 1975 : Roma drogata: la polizia non può intervenire de Lucio Marcaccini
- 1977 : Bobby Deerfield de Sydney Pollack : le jardinier du parc
- 1978 : L'Affaire suisse (The Swiss Affair) de Max Peter Ammann
- 1980 : La Guerre des gangs (Luca il contrabbandiere) de Lucio Fulci
- 1986 : Saving Grace de Robert Milton Young

### Télévision
- 1965 : Resurrezione  (mini-série) : Le général Epancin
- 1966 : Luisa Sanfelice (it) (mini-série) : Le roi Ferdinand de Bourbon
- 1972 : A come Andromeda de Vittorio Cottafavi (mini-série télévisée)